# Serrat de la Bassa del Prat
El Serrat de la Bassa del Prat és un petit serrat del terme municipal de Castellcir, a la comarca del Moianès.

El Serrat de la Bassa del Prat, respecte del terme de Castellcir

Es troba al nord de la part central del terme municipal, al sud-oest de la masia del Prat. El Camí del Prat discorre pel costat septentrional d'aquest serrat. Rep el nom de la Bassa del Prat, que es troba al bell mig del serrat. És a migdia de les Saleres i al nord del Camp del Feu.

## Etimologia
Aquest serrat pren el nom de la Bassa del Prat, que es troba en el seu vessant nord-est.